# Hans von Hentig
Hans von Hentig (Berlin, 1887. június 9. – Bad Tölz, 1974. július 6.) az Amerikai Egyesült Államokban élt német származású kriminológus, szociológus, pszichológus, a viktimológia megalapítója.

## Élete és főbb művei
Tekintélyes ügyvéd fiaként született. Münchenben, 1912-ben szerzett jogi doktorátust. Jogi tanulmányait természettudományi és orvostudományi ismeretekkel egészítette ki. Büntetőjogi szemelvények című első monográfiája 1914-ben jelent meg, amelyben széles területről gyűjtött össze tényeket a bűncselekmények oksági kérdéseinek tanulmányozásához.
Az első világháborúban tartalékos tisztként vett részt. Háborús naplója Mein Krieg (Az én háborúm) címmel 1919-ben jelent meg.
A családi vagyona anyagilag függetlenné tette, és lehetőséget adott számára, hogy 1929-ig magántudósként történelmi-szociológiai, politikai és patográfiai kérdésekkel foglalkozzon. Publikációi felismerhetővé tették, hogy szenvedélyes érdeklődéssel kísérte a háború utáni Németország politikai fejlődését. Több oldalról elemezte az 1918. novemberi német polgári demokratikus forradalom kérdéseit Írásművek a német forradalomról (1918), A forradalom elfajulása (1920) című tanulmányaiban. Rudolf Hessen keresztül ismeretségbe került Adolf Hitlerrel, aki személyesen kísérelte megnyerni őt a Nemzetiszocialista Német Munkáspártnak (NSDAP), vagyis a fasiszta náci pártnak. De Hentig ezt elutasította, még mielőtt felismerhetővé vált volna, hogy Németországot a katasztrófába sodorják. Ez időben megjelent írásai (Robeepler; A hatalomvágy pszichopatalógiája (1924); Tiberius; Császárok őrületéről; Machiavelli; Az államcsíny és az államérdek pszichológiájának tanulmányozása) figyelemre méltók.
Nyílt politikai állásfoglalására 1923. november 9-e után került sor, amikor is a Hitler elnökletével működő fasiszta náci párt sikertelen puccskísérletet hajtott végre a hatalom megszerzése céljából. Ez volt a müncheni sörpuccs. A szászországi és a türingiai kormány felkérésére, a tartományi rendőrséggel együttműködve egy védelmi köteléket állított fel a müncheni puccsisták esetleges észak felé történő előrenyomulásának megakadályozására. 1924-ben írt egy beszámolót, ez egyszersmind profetikus műve Bannberg-Berlin (A napóleoni bekerítési stratégia történetéről) címmel a közép-német munkásság csendes seregéről, amely a német felbomlás szellemét visszaküldi barlangjába. A nemzetiszocialisták sohasem felejtették el ezeket a tetteit.
1925-től 1933-ig Gustav Aschaffenburg (1866–1944) német pszichiáterrel együtt egy kriminálpszichológiával (kriminológiával) és büntetőjogi reformmal foglalkozó Monastsschrift für Kriminalpsyshologie und Strafrechtsreform című havi folyóiratot szerkesztett. Közben, 1930-ban magántanári képesítést szerzett. Egyetemi tanár lett a kieli, majd 1933-tól a Bonni Tudományegyetemen.
1933. január 30-án Adolf Hitler birodalmi kancellár, majd 1934. április 1-jén – magához ragadva az államfői tisztet is – führer lett. A fasiszták hatalomra jutása után Hentinget – náciellenes beállítottsága miatt – 1935. január 1-jén expresszlevél útján nyugdíjazták.
1937-ben, 43 éves korában Hentig feleségével együtt az Amerikai Egyesült Államokba emigrált. Különböző egyetemeken tanított. Rendszeresen megjelent tanulmányaiban a bűnözés szociológiai kérdéseivel foglalkozott, így többek között a szegény sorsú bűnözők védelmével, az amerikai négerek és az indiánok bűnözésének problémáival stb.
1940-ben jelent meg első műve, amelyben az elkövetők és az áldozataik kölcsönös egymásra hatásának szociálpszichológiai kérdéseit vetette fel. A viktimológiát mint új bűnügyi ismeretrendszert megalapozó The Criminal and His Victim című tanulmánya a bűnözők szociológiájáról 1948-ban jelent meg.
Hentig 1951-ben tért vissza a Német Szövetségi Köztársaságba. A Bonni Tudományegyetemen ugyanarra a tanszékre került, amelyről egykor száműzték. A jogi fakultás dékánja lett. A kriminológiai szemináriumain sokrétűen mutatta és vitatta meg a bűnözés problémáit. A résztvevők számát mindig kb. egy tucat hallgatóra csökkentette, hogy mind megalapozottabb kriminológussá képezhesse ki őket. 1955-től nyugdíjasként élt Bad Tölzben, ahol szinte kimeríthetetlen munkabírással, élénk gondolati telítettséggel és kritikusan írt a bűnözés sokrétű problémáiról.
Hentig 1954–1959-ben Az egyes bűncselekmények pszichológiája című művében a lopás, a betöréses lopás, a rablás, az emberölés, a csalás és a zsarolás komplex elemzése során részletesen kimutatta az áldozatok személyiségének, magatartásának szerepét a létrejövő bűnügyi szituáció folyamatában a káros eredmény bekövetkezésében.
1962-ben megjelent A bűnözés című műve második kötetében új ábrázolásban mutatta be az először 1948-ban kifejtett áldozatelméletét. E művében a bűnöző embert az idő és tér erőjátékában, a környezeti tényezők hatalmában szemlélte. Az áldozatról mint a bűnös ember (delikvens) környezetének egyik alkotórészéről szólt.
Hentig a bűnözéssel kapcsolatban írt, valamint az egyes bűncselekményekről (gyilkosság, rablás, zsarolás stb.) szóló tanulmányaiban szisztematikus vizsgálat alá vonta, rendszeresen tárgyalta a természetes személy sértettek számtalan vonatkozásait. Tárgyalta a rejtett bűnözés egyes jellemzőit, amelyet ő „sötét mezőnek” nevezett, így nem csak alapot teremtett, de hatalmas ösztönzést is adott a viktimológia keretében a viktimológia fejlődésének.
Személyisége és munkássága úgy értékelhető, hogy széleskörűen képzett, haladó gondolkodású kriminológusként járult hozzá a bűnözésről szóló ismeretek gazdagításához. Mindig fő törekvése volt, hogy összehangolja az elméletet a gyakorlattal, műveivel új utat kijelölve továbbfejlessze a kriminológiát.
A Német Kriminológiai Társaság 1964-ben, munkásságának magas fokú elismeréseként az Arany Beccaria-emlékéremmel tüntette ki.